# Ivy Green

Stugan på Ivy Green.

Ivy Green är ett amerikanskt småhus i  Tuscumbia, Alabama, som var Helen Kellers barndomshem och som nu är ett museum.  
Ivy Green byggdes och ritades 1820 av Helen Kellers farföräldrar David Keller och Mary Fairfax Moore. Det är ett enkelt vitt trähus, klätt med liggande brädor. Bottenvåningen har fyra rum och ovanvåningen tre. Köket ligger på gården. På fastigheten finns också den stuga med två rum som Helen Keller föddes och där hon bodde under sin uppväxt tillsammans med sin lärare Anne Sullivan.
Huset är ett museum sedan 1954 och ett byggnadsminne sedan 1970. I huset finns mycket av familjen Kellers ursprungliga möbler. Där finns också Hellen Kellers bibliotek av böcker i brailleskrift och hennes brailleskrivmaskin. 